# Sindèmia
Una sindèmia o epidèmia sindèmica és l'agregació sinèrgica de dues o més epidèmies concurrents o seqüencials en una població amb interaccions biològiques que exacerben el pronòstic i la càrrega de la malaltia. El terme va ser desenvolupat per Merrill Singer a mitjans dels anys 1990. Les sindèmies es desenvolupen sota les diferències en salut de la població, causades per la pobresa, l'estrès o la violència estructurals, i són estudiades per epidemiòlegs i antropòlegs especialitzats i preocupats per la salut pública, la salut comunitària i els efectes de les condicions socials sobre la salut.
L'enfocament sindèmic s'allunya de l'enfocament biomèdic de les malalties que aïlla, estudia i tracta les malalties com a entitats diferents separades d'altres malalties i independents dels contextos socials.